# Công nghiệp ô tô Bắc Triều Tiên
Ngành công nghiệp ô tô ở Bắc Triều Tiên là một nhánh của nền kinh tế quốc gia, với sản lượng thấp hơn nhiều so với Hàn Quốc. Sản xuất xe cơ giới của Triều Tiên hướng đến các mục tiêu xây dựng, công nghiệp và Quân đội Nhân dân Triều Tiên; Ngoài ô tô và xe tải, Triều Tiên còn sản xuất xe buýt, trolleybuses và trams.
Cộng hòa Dân chủ Nhân dân Triều Tiên (DPRK) không liên quan đến Organisation Internationale des Constructeurs d'Automobiles (OICA) hay bất kỳ ủy ban công nghiệp nào khác của Liên Hợp Quốc, vì vậy thông tin về ngành công nghiệp xe cơ giới của họ bị hạn chế. OICA không công khai số liệu cho sản xuất ô tô trong DPRK. Theo báo cáo của một số nhà quan sát hạn chế với kiến thức đầu tay, Triều Tiên có khả năng sản xuất 40.000 đến 50.000 xe mỗi năm; tuy nhiên, trong vài năm qua, chỉ có vài nghìn xe được sản xuất do cuộc khủng hoảng kinh tế đang diễn ra và các lệnh trừng phạt gần đây.

## Lịch sử
Ngành công nghiệp ô tô Bắc Triều Tiên có nguồn gốc từ thời Liên Xô, và DPRK bắt đầu sản xuất xe cơ giới với giấy phép có được từ Liên Xô. Liên Xô đã hỗ trợ xây dựng các nhà máy ô tô ở nước này, sau đó được trang bị công nghệ do Liên Xô phát triển. Ô tô sản xuất trong nước đầu tiên của Bắc Triều Tiên là bản sao của các thiết kế của Liên Xô, như xe tải hạng trung GAZ-51,xe bốn bánh GAZ 69 và xe chở khách GAZ-M20 Pobeda.

## Hãng sản xuất

### Nhà máy Sungri Motors

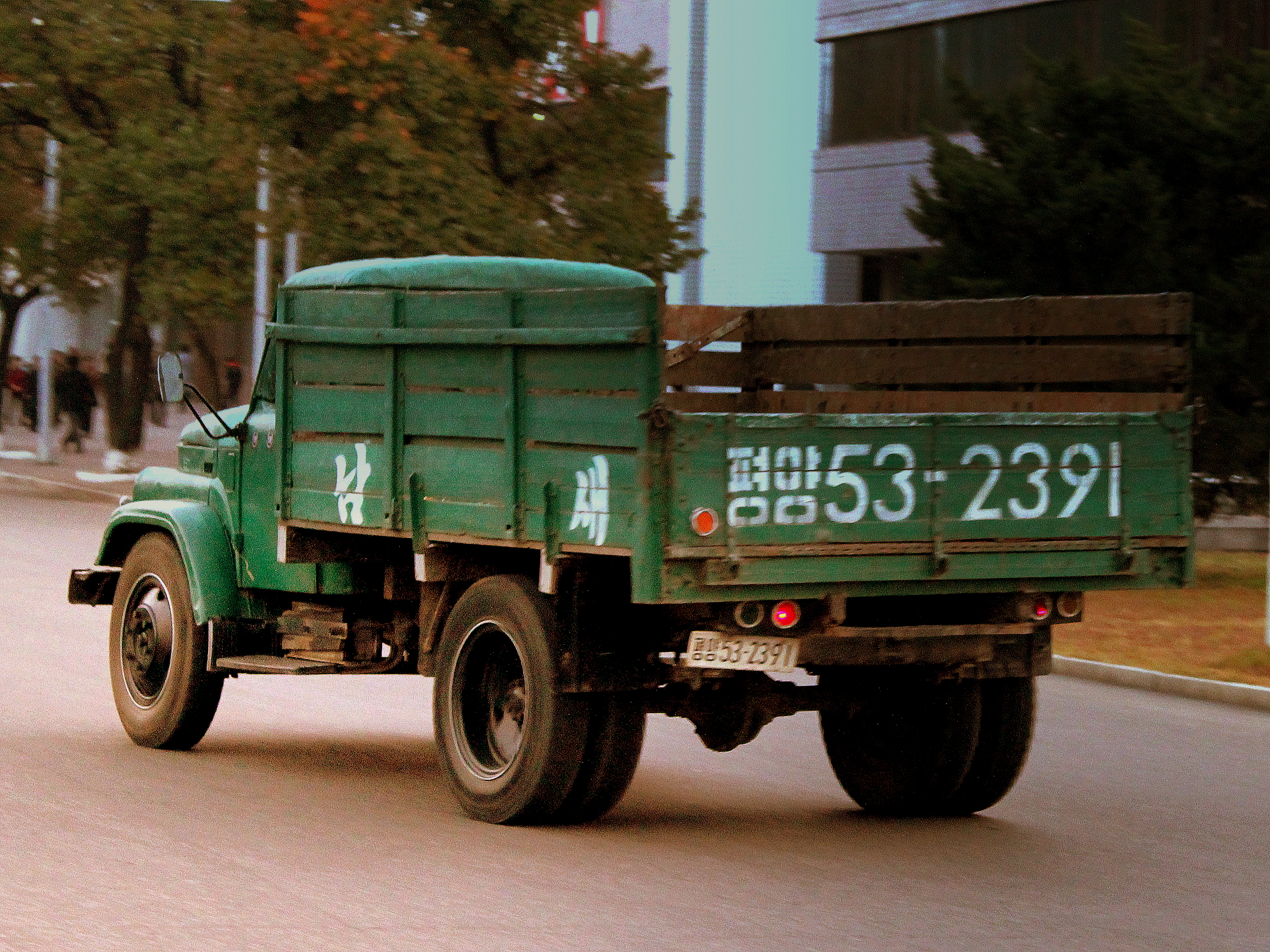
Xe tải Sungri-58

Từ 1950, Nhà máy Sungri Motor ở Tokchon là nhà máy xe cơ giới đầu tiên và lớn nhất của Bắc Triều Tiên sản xuất xe chở khách đô thị và xe địa hình; xe tải nhỏ, hạng trung và hạng nặng, Xe công trình, xe tải xây dựng và xe địa hình và xe buýt dưới tên Sungri, Jaju và một số tên khác. Đây là nhà máy có khả năng nhất của ngành công nghiệp ô tô Bắc Triều Tiên trước khi bị Pyeonghwa Motors vượt qua. Tất cả các models được báo cáo là bản sao hoặc dẫn xuất của ô tô nước ngoài. Xe nói chung được sử dụng cho mục đích dân sự và thương mại, vì các quan chức chính phủ ủng hộ nhập khẩu nước ngoài và các lực lượng vũ trang có cơ sở riêng.
Nhà máy Sungri Motors được thành lập vào tháng 11 năm 1950 với tên gọi Tokchon Motor Plant (덕천자동차공장). Nó đã sản xuất chiếc xe đầu tiên của mình, một chiếc xe tải Sungri-58, vào năm 1958. Năm 1975, nhà máy được đổi tên thành Nhà máy Sungri Motor (sungri có nghĩa là chiến thắng trong tiếng Triều Tiên). Năm 1980, sản lượng hàng năm được chính phủ báo cáo là 20.000 đơn vị mỗi năm, tuy nhiên tỷ lệ này có nhiều khả năng từ 6.000 đến 7.000 đơn vị mỗi năm. Năm 1996, sản xuất bị tê liệt do những khó khăn kinh tế của đất nước, với khoảng 150 chiếc được sản xuất. Xe tải tự đổ khổng lồ Sungri ZR 5000, được trang bị động cơ 4 xy-lanh hình chữ W sản sinh 1000 mã lực, tốc độ được tuyên bố là 200 km/h.

### Pyeonghwa Motors

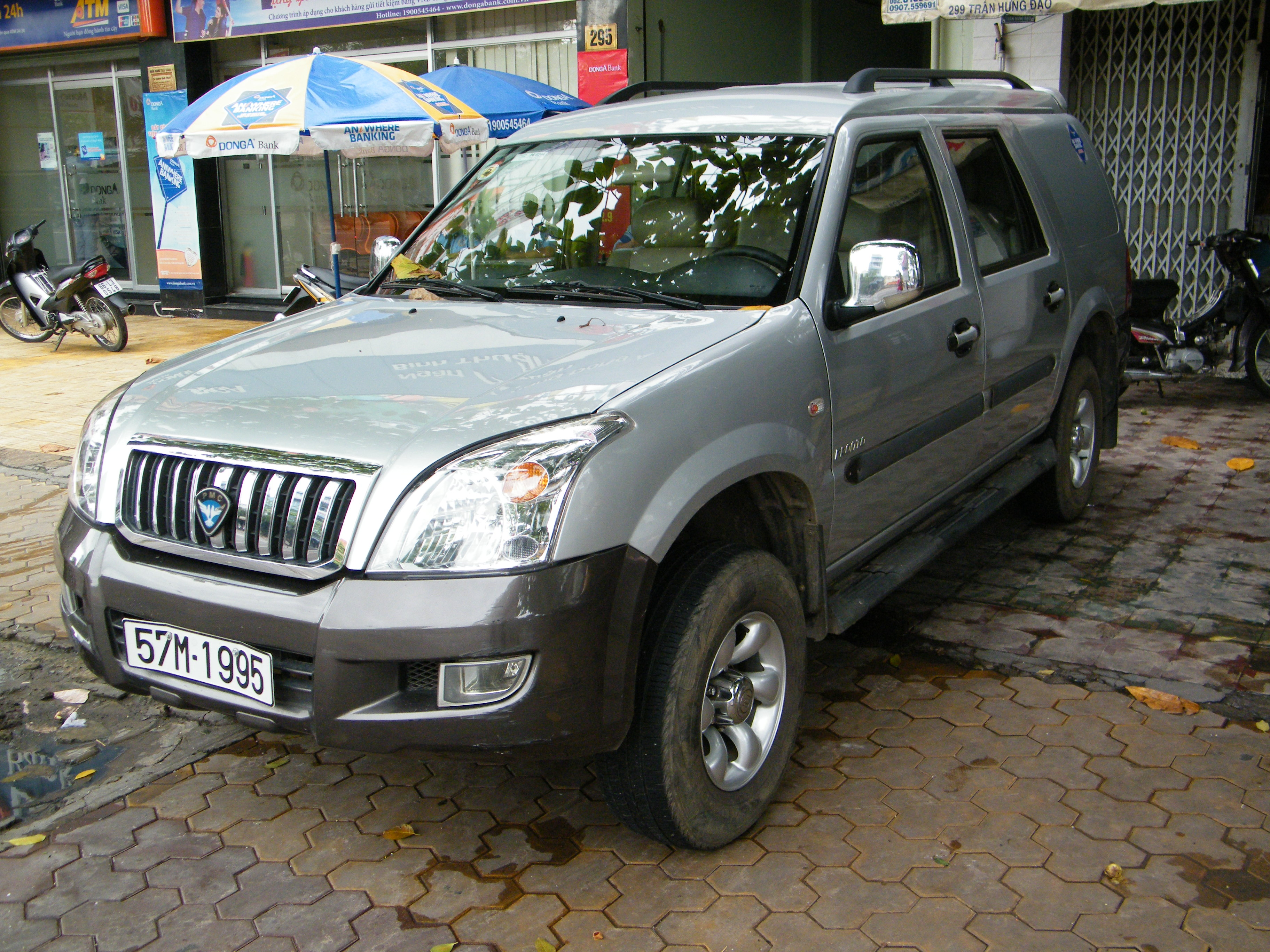
Pyeonghwa Pronto GS.

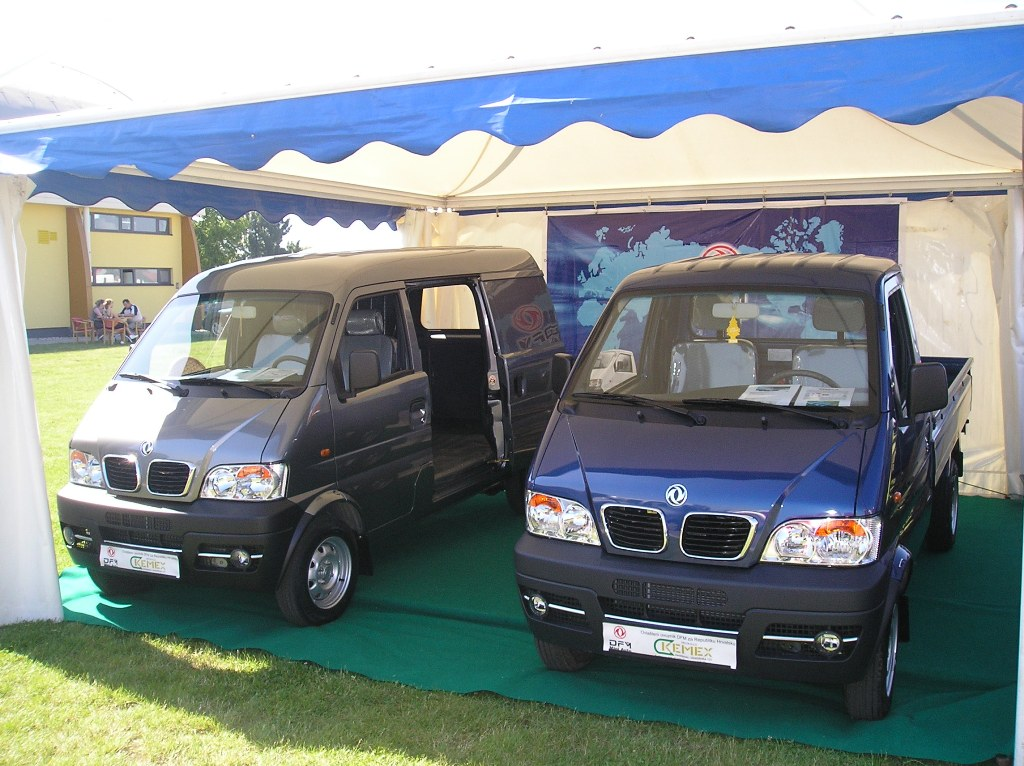
Pyeonghwa Paso 990.

Thành lập năm 2000, Pyeonghwa Motors tại Nampo là một liên doanh sản xuất và bán lẻ ô tô giữa Pyeonghwa Motors của Hàn Quốc (thuộc sở hữu của Unification Church của Sun Myung Moon's) và Ryonbong General Corp của Bắc Triều Tiên. Các sản phẩm của Pyeonghwa Motors được bán dưới tên Kia, Bbeokgugi (Peokkugi) và Zunma: xe hơi nhỏ và sang trọng, xe tải nhỏ, SUV và xe bán tải theo giấy phép.
Pyeonghwa có độc quyền sản xuất, mua và bán xe ô tô đã qua sử dụng ở Bắc Triều Tiên. Tuy nhiên, hầu hết người Bắc Triều Tiên không thể lái xe hơi. Do thị trường ô tô rất nhỏ trong nước, sản lượng của Pyeonghwa được báo cáo là rất thấp. Năm 2003, chỉ có 314 chiếc xe được sản xuất mặc dù nhà máy có cơ sở sản xuất tới 10.000 chiếc xe mỗi năm. Erik van Ingen Schenau, tác giả của cuốn sách Automobiles Made in North Korea, đã ước tính tổng sản lượng của công ty trong năm 2005 không quá 400 chiếc.
Vào mùa hè năm 2006, tạp chí Ngoại thương của chính phủ Bắc Triều Tiên, nơi quảng cáo các sản phẩm của Bắc Triều Tiên, đã công bố một bức ảnh về một chiếc xe sang trọng mới được sản xuất bởi Pyeonghwa, có vẻ là một phiên bản đổi tên của SsangYong Chairman Hàn Quốc. Chairman có sự tương đồng mạnh mẽ với những chiếc xe hơi của Mercedes-Benz, được các quan chức chính phủ Bắc Triều Tiên ưa chuộng, và thực sự dựa trên một thiết kế cũ của Mercedes E-Class.
Năm 2006, Pyeonghwa đã đạt được thỏa thuận với nhà sản xuất Trung Quốc Brilliance China Auto để lắp ráp xe tải Jinbei Haise của họ, dựa trên phiên bản ba bánh của chiếc Toyota Hiace 1975.
Năm 2009, Pyeonghwa đã công bố lợi nhuận cho các hoạt động ở Triều Tiên.
Pregio và Pronto cũng được Mekong Auto bán tại Việt Nam. Cả hai đều dựa trên xe của Hyundai. Mekong Auto đã bán xe Fiat tại Việt Nam từ năm 1995, và mối quan hệ này có thể đã dẫn đến việc Pyeonghwa lắp ráp Fiats ở Triều Tiên.

### Pyongchang Auto Works
Từ năm 1968, Pyongchang Auto Works ở Pyongsang tiếp quản việc sản xuất các mẫu Kaengsaeng và Kaengsaeng NA của Sungri Motor: một chiếc xe Sungri-4.10 4x4 đã sửa đổi (kết hợp giữa GAZ 69-Jeep) và một chiếc bán tải Sungri-4.25 4x4 đã chỉnh sửa. Trong những năm 1970, nó cũng bắt đầu sản xuất máy bay hạng nhẹ Taebaeksan và Tujaeng.

### Chongjin Bus Works
Từ năm 1974, Chongjin Bus Works đã sản xuất các mẫu trolleybus Jipsam 74, Chongnyonjunwi và Chongjin, xe đẩy có động cơ Jipsam 86 và các mẫu bus Pyongyang 9.25 và Jipsam 86 và 88.

### Pyongyang Trolleybus Works

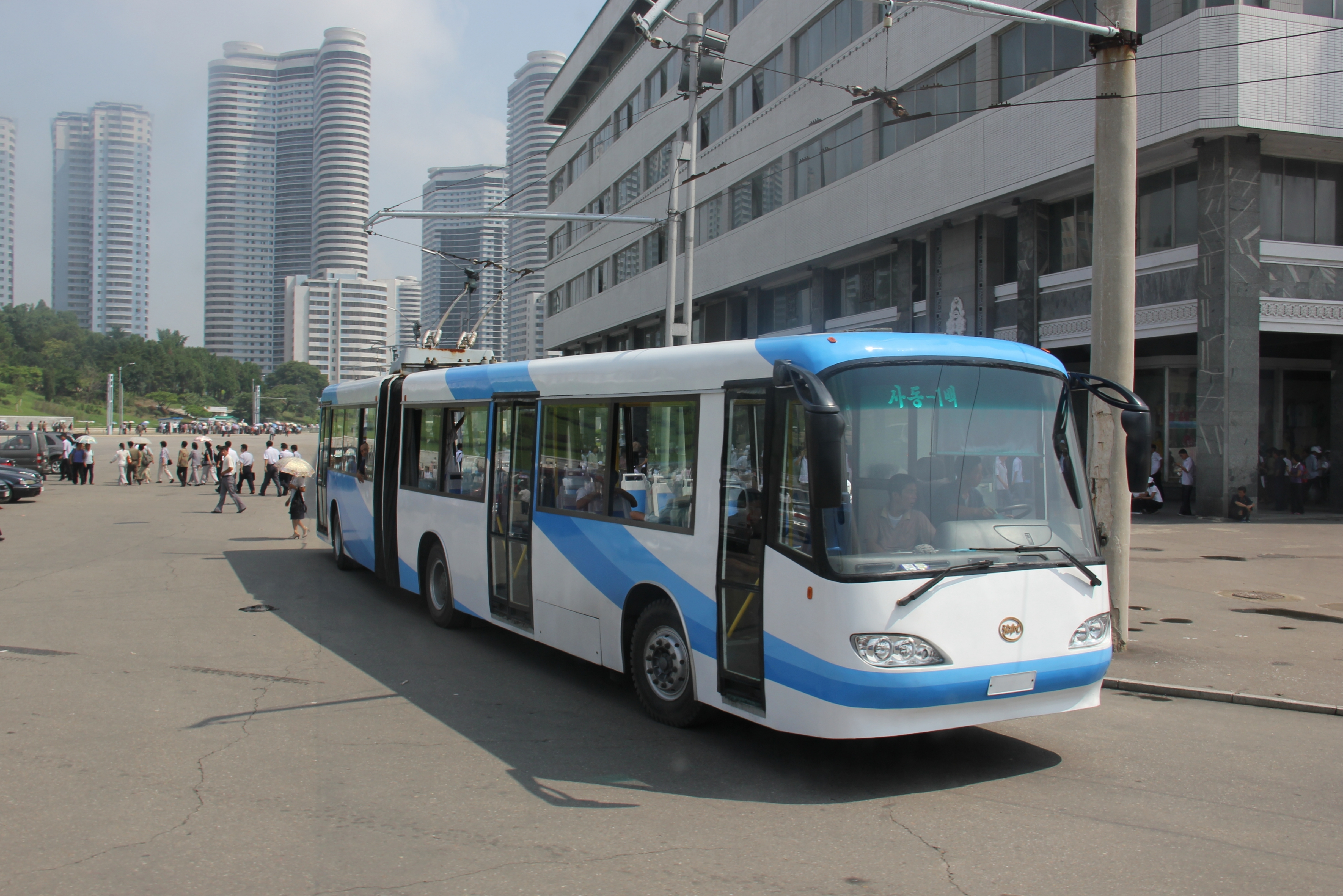
Xe trolleybus Chollima-091 trên đường ray

Từ năm 1961, Pyongyang Trolleybus Works bắt đầu sản xuất các mẫu trolleybuses Chollima 1, 2, 9.11, 9.25, 70, 72, 74 và 84, Chongnyon, Chongnyonjunwi, Ikarus 260T, Ikarus IK187, và Chollima 032; trolleybuses có khớp nối Chollima 962, 90/903, Ikarus 280T và Sonyon, mẫu bus Pyongyang 9.25, bus có khớp nối Kwangboksonyon và mini bus Chollima.